# Vilano Beach
Vilano Beach est une census-designated place du comté de Saint Johns, dans l'État de Floride, aux États-Unis,. En 2020, elle compte une population de 2 514 habitants.